# Malechowo, Hạt Sławno
Malechowo [malɛˈxɔvɔ] (trước đây là Malchow của Đức) là một ngôi làng ở hạt Sławno, West Pomeranian Voivodeship, ở phía tây bắc Ba Lan. Đó là chỗ ngồi của gmina (khu hành chính) được gọi là Gmina Malechowo. Nó nằm khoảng 13 kilômét (8 mi)  phía tây nam Sławno và 161 km (100 mi) về phía đông bắc của thủ đô khu vực Szczecin.
Trước năm 1945, khu vực này là một phần của Đức. Đối với lịch sử của khu vực, xem Lịch sử của Pomerania.
Làng có dân số 589 người.